# المناسبات (فوازير)
المناسبات مسلسل فوازير تم عرضه في شهر رمضان عام 1988 يتكون من ثلاثين حلقة      

## طاقم العمل

### الممثلين
- يحيى الفخراني
- هالة فؤاد
- صابرين
- محمد رضا
- رجاء الجداوي
- حسين الشربيني
- نادية شمس الدين
- مصطفى الكواوي
- نوال هاشم
- فؤاد خليلي
- عبدالله محمود
- محمد خيري
- نانيس حسين
- ناهد سمير
- فاروق الرشيدي
- نيفين ثروت
- جمال شبل
- رجاء حسين
- عادل. عطية
- عواد عبدالرحمن
- أنسي المصري
- أمير شاهين
- نادر نور الدين
- لطفي لبيب
- شوقي شامخ
- عبدالحميد المنير
- ضياء المرغني
- صبري عبدالمنعم
- نظيم شعراوي
- تهاني. اشد
- إنعام سالوسة
- أحلام الجريتلي
- عادل برهام
- فتحية قنديل
- محمد الأدنداني
- فخري عازر
- سميحة إبراهيم
- سيد مصطفى
- سوسن ربيع
- ثريا عز الدين
- أحمد سعيد
- محمد سلام
- نادية عزت
- صبحي خليل
- أنور مدكور
- عهدي صادق
- خليل مرسي
- محمود زكي
- أحمد زكي يكن
- عزة لبيب
- كريمة مختار
- حسن حسين
- محمد الشرقاوي
- أبو الفتوح عمارة
- محمد الشويحي
- إبراهيم نصر
- محمد محمود
- مصطفى عبدالله
- فاروق نجيب
- فاطمة شوشة
- محمود عبدالغفار
- شفيق جلال
- مصطفى الشامي
- رأفت فهيم
- لمياء عامر
- نادية رفيق
- أحمد نبيل
- أمينة سالم
- جيهان فريد
- هانم محمد
- مدحت صالح
- عبدالحميد أنيس
- كوثر رمزي
- محمد أحمد المصري
- ميمي جمال
- عبدالمنعم عوف
- حمدي شرف الدين
- أحمد كمالي
- محمود أبو زيد
- عهد نعمت
- علاء ولي الدين

### تصوير
- طلعت العجمي   (مدير عام الإضاءة)
- صحراء صلاح الدين (مدير الإضاءة)
- سمير الصبان   (مدير التصوير)
- سامية صبحي   (مصور)
- ممدوح العسال   (مصور)
- مصطفى عيد   (مصور)
- نصر عبد العزيز   (مصور)
- وجيه فهمي (مدير تصوير الرسوم المتحركة)
- أسامة عبد الفتاح   (مصور خارجي)
- حسني صالح   (مصور خارجي)

### إنتاج
- تلفزيون جمهورية مصر العربية (منتج)
- يوسف عثمان (رئيس إنتاج الفيديو)
- يوسف مرزوق   (منتج منفذ)
- مصطفى الخولي   (متابعة الإنتاج)
- أمينة المعداوي   (مدير إدارة الإنتاج)
- خليل المصري   (منفذ الإنتاج)

### ديكور
- نبيل سليم   (مهندس الديكور)
- محمد الغلمي   (مهندس ديكور)
- عيد مصطفى   (منفذ الديكور)
- نحيب شكوكو   (تشغيلات ورش الديكور)
- عطية عبد العزيز   (تشغيلات ورش الديكور)
- محمود دبكة   (منفذ تشغيلات ورش الديكور)

### موسيقى
- عبد السلام أمين (تأليف الأغاني والاستعراضات)
- حلمي بكر   (ألحان المقدمة والنهاية)
- إبراهيم راديو   (توزيع موسيقي)
- معالي الحفناوي   (إعداد موسيقي)
- مختار السيد   (لحن الفزورة)
- عبد العظيم عويضة (لحن الفزورة)

### إخراج
- فهمي عبد الحميد   (مخرج)
- سيد حافظ   (مخرج منفذ)
- خالد مرزوق   (مخرج منفذ)
- رضا شوقي   (مخرج منفذ)
- وائل فهمي عبد الحميد   (مساعد مخرج)
- شويكار خليفة   (مخرج الرسوم المتحركة)

### جرافيكس
- مدحت شعلان   (الرسوم المتحركة)
- هالة أمين   (الرسوم المتحركة)
- سناء مرسي   (الرسوم المتحركة)
- أحمد الشربيني   (الرسوم المتحركة)

### ماكياج
- إبراهيم عبد الفتاح   (ماكيير)
- إيمان هنداوي   (ماكيير منفذ)
- سعدية سعودي   (كوافير)
- سمير الحمامي (كوافير)

### ملابس
- وداد عطية   (مدير إدارة الأزياء)
- آمال رضوان   (تصميم الأزياء)
- نسرين الجندي   (مشاركة في تصميم الأزياء)
- نبيلة ناجح (مشاركة في تصميم الأزياء)

### مونتاج
- ممدوح أبو الفتوح   (مونتير إلكتروني)
- عادل شبل (مونتير إلكتروني)
- زكريا نبوي   (مونتير فيديو)
- السيد أحمد سلامة   (مونتير فيديو)

### ادرار متعددة
- حسن عفيفي   (تصميم الإستعراضات)
- خضير الورسعيدي (خطوط)

### تأليف
- يوسف عوف   (فكرة وتأليف درامي)

### صوت
- محمد عبد المنعم   (مراقبة الصوت والمكساج)

### فوتوغرافيا
- فتحي العشري   (مصور فوتوغرافي)